# ガルリ・カスパロフ
ガルリ・キーモヴィチ・カスパロフ（露: Га́рри Ки́мович Каспа́ров、英：Garry Kimovich Kasparov、1963年4月13日 - ）は、アゼルバイジャンのバクー出身の元チェス選手。15年もの間チェスの世界チャンピオンのタイトルを保持し続けた人物。1948年にFIDEによる選手権制度が始まってからでは最長記録である。現在は政治家。2011年より2024年6月まで、人権財団（Human Rights Foundation）の会長を務めた。
ユダヤ人の父とアルメニア人の母との間に生まれ、幼時はガルリ・ヴァインシュテインといった。幼い頃の父の死に伴い母方に引き取られ、後に母の姓「カスパリアン」をロシア風に改めた「カスパロフ」を名字として名乗るようになった。
2005年3月にチェストーナメントから引退し、政治家に転身してロシアで民主化運動を行ってきた。企業など相手に講演活動を行う傍ら、ロシアの民主化運動に尽力しており、2007年9月には、野党連合組織「もう一つのロシア」から、2008年ロシア大統領選挙の候補に選ばれた。
西欧ではチェスは理知的なゲームの代表、「人間の知性の極み」と見なされており、チェス人口が多いので、カスパロフは頭の良い人物の代表として、しばしば言及される人物でもある。
2013年にモスクワからニューヨークに移住し、2014年にクロアチア国籍を取得した。新型コロナウイルス感染症のパンデミック後はダルマチアに在住している。家族は妻のダーシャと息子のヴァディム。

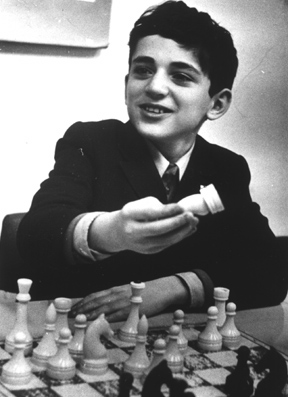
11歳のカスパロフ。1974年

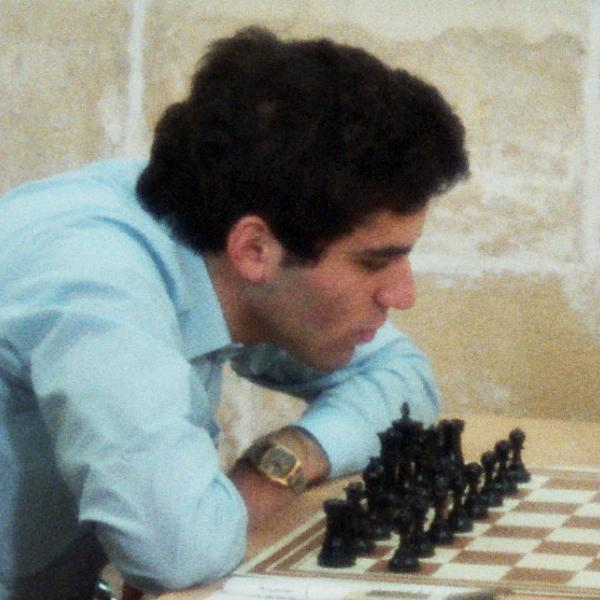
1980年

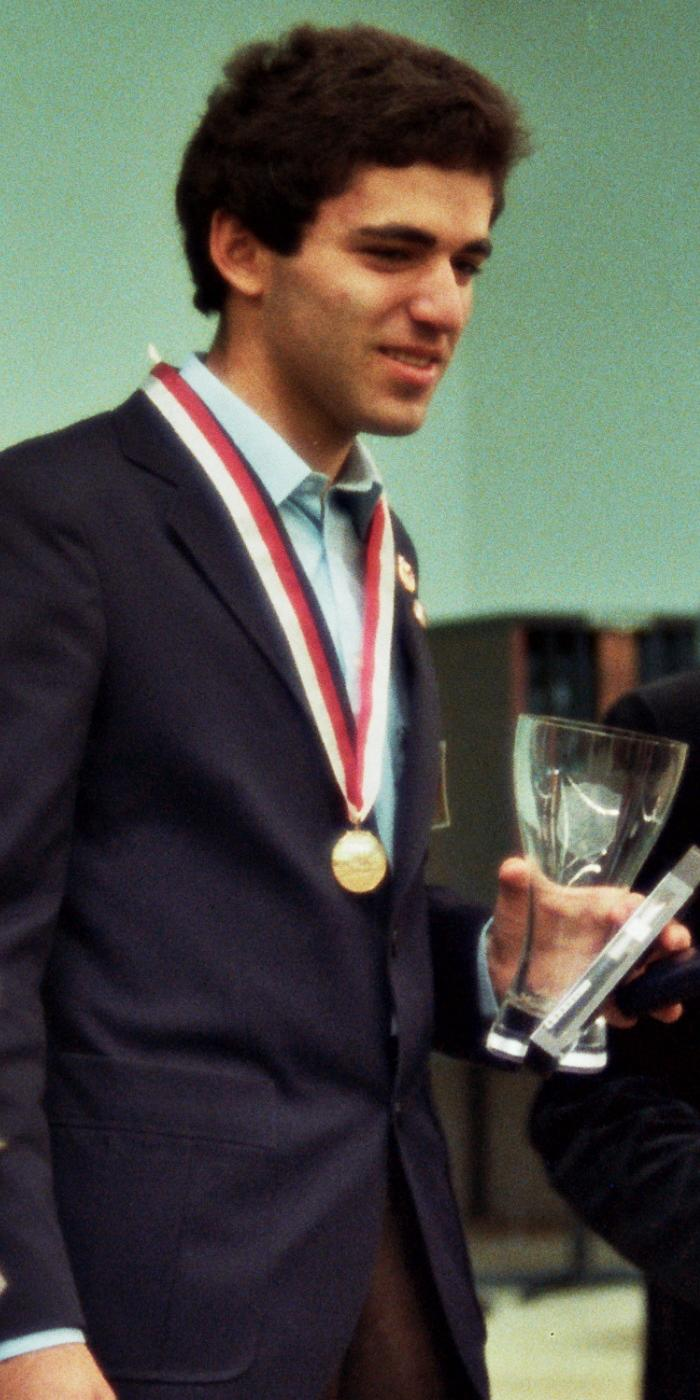
1980年、ジュニア世界チャンピオンになった。

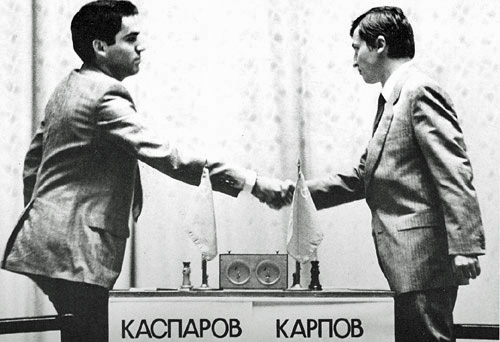
1985年。世界チャンピオン決定戦。相手はアナトリー・カルポフ。

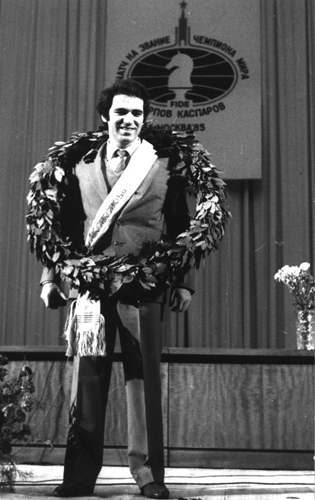
1985年、カルポフを制しFIDE世界チャンピオンになった。

## チェス界での来歴
史上最年少の22歳で世界チャンピオンの座を奪取したことに始まり、15年もの間世界チャンピオンのタイトルを保持しつづけた（FIDE:1985 - 1993, PCA:1993 - 2000)。FIDE世界ランキング最高位は1位（1984年1月）で、通算255カ月の世界ランキング1位は史上最長である。FIDE発表のレーティングの最高値は2851（1999年7月、2000年1月）で、これはマグヌス・カールセンが2013年1月に更新するまで、13年間にわたってFIDEレーティングの最高値であった。また22歳6ヶ月での王者も2013年現在更新されていない。
カスパロフは1973年、10歳の時にミハイル・ボトヴィニクが主宰するチェスの学校に入り、チェスプレーヤーとしての英才教育を受けた。カスパロフから見て恩師・校長にあたるボトヴィニクは、ソ連出身のチェス世界チャンピオンの第1号で、複数回のチャンピオンになった経歴だけでなく、工学者でもあったため、プロの世界を離れた後は後進の指導やコンピュータチェスに専念していたのである（このチェスの学校は1980年代後半には、ボトヴィニクとカスパロフが共同で運営する学校になった。ボトヴィニクのチェス学校は、カスパロフ以外にもアナトリー・カルポフやウラジーミル・クラムニクなどの世界チャンピオンが輩出することになった)｡
1978年にはソコルスキー記念トーナメントで1位となり、グランドマスターとなった。1980年には世界ジュニアチェス選手権で優勝し、第19回ジュニア世界チャンピオンとなるなど、10代からすでに将来有望な若手として有名であった。
1984年には21歳で初めてチェス世界選手権に出場、初出場にして勝ち進み、10年ほど世界チャンピオンのタイトルを保持するアナトリー・カルポフに挑戦することになった。
この試合は（も）チェス史に残るものであり、その激闘ぶりと異例の展開はしばしばチェス界では語られている。記録としては48局で5勝3敗40引き分けのまま、当時の世界チェス連盟会長カンポマネスの判断により中止とされ、無勝負となったのであり、その経過は次のようなものである。もともと「6局先勝、局数無制限」という条件での試合であった。最初はカルポフが4局連勝した。そこでカスパロフは反省し、戦略を改めた。同時に相手のチャンピオンのカルポフにも様々な思惑が生まれておりプレーのしかたに変化が生じた。その次は驚くことに17局連続で引き分けとなった。第27局でカスパロフが落とし5-0、22引き分けとなった。やがて試合は3か月目に突入した。若きカスパロフは第32局で初勝利し攻勢に転じた。その後5週間にわたり引き分けが続いたが、カスパロフ側のほうが攻め調子であった。世界中のチェスファンはこの試合に終わりがあるのか？と疑問を感じ始めていた。大会運営側はさすがにプレーヤーに休息が必要だと判断し、試合中でありながらゲームが数日間休みになった。これは異例の決定であった。休み明けの第48局にカスパロフは勝利し5-3と迫り、明らかに勢いはカスパロフ側にあった。この時国際チェス連盟（FIDE）のフロレンシオ・カンポマネス会長に対してソ連スポーツ省から圧力がかかり、1985年2月15日、同会長は記者会見を開き、対戦を中止すると発表した。試合は5か月に及んでいたにもかかわらず、結局勝者が無いままに終わりを迎えたのである。6か月後に再戦と決められた。
1985年の再戦では、第一局からカスパロフが勝利。カスパロフはアナトリー・カルポフを破り（当時の）史上最年少世界チャンピオンとなった。その後15年間チャンピオンのタイトルを守り続けたのである。

## ディープ・ブルーとの対局
カスパロフは史上最強の人間チェスプレーヤー、いわば「人類の代表」として選ばれ、IBMが開発したチェス専用コンピュータディープ・ブルーと対戦した人物の代表としても知られている。1989年にはディープ・ブルーの前身でカーネギーメロン大学が開発したディープ・ソートに2勝していた。
1996年に対戦した際は、カスパロフが3勝1敗2引き分けで勝利した。｢人類の頭脳は最強のコンピュータに勝利した」と報道された。
翌1997年にも対戦が行われた。結果は1勝2敗3引き分け。僅差であったが「コンピュータが世界王者のカスパロフに勝利した」と報道された。
カスパロフは再戦を望んだが、IBM側はプロジェクトを終了させてしまい、結局再戦は行われることはなかった。1996年と1997年を通しての戦績はほぼ互角であり、どちらが強いのかはっきりと判断できるものではなかった。だが「コンピュータがチェスの世界王者に勝利した」とニュースは流れ、大きな話題となった。

## カスパロフとコンピュータ
そもそも、カスパロフの師匠にあたる、チェス世界チャンピオンにして工学者のミハイル・ボトヴィニクがコンピュータチェスの推進者である。カスパロフ自身もコンピュータチェスの黎明期から、局面分析にデータベースを利用していた。
2003年に行なわれた、ディープ・ジュニアとのマッチは1勝1敗4引き分け、X3D Fritzとのマッチでは1勝1敗2引き分けと、現役中はその時最強のチェスソフトとの公開対局を続けていた。
カスパロフは人間とコンピュータがペアを組み、そのペア同士が対局するアドバンスト・チェスという変則チェスも考案した。
上記のごとく、もともとコンピュータと縁があり、現役中はアタリ社がスポンサーに付いたこともある。さらに近年ではウォークラフトをプレイしていると著書で明かしている。偶然だが、自分の弟子であるウラジーミル・クラムニクに勝利したディープ・フリッツの開発会社の立ち上げにも係わっていた。
2014年11月26日、ドワンゴはニコニコ動画で、カスパロフが将棋電王戦FINALの振り駒を行うと発表した。カスパロフは電王戦の企画が初来日となった。振り駒の結果、五番勝負で人間（斎藤慎太郎五段）が第一局の先手に決まった。また、11月28日に将棋の羽生善治棋士・四冠とチェス対局を行うことも発表された。先手、後手を入れ替える二番勝負で、結果はカスパロフが2連勝した。

## プレースタイル、トレーニング方法
ダイナミックな展開を好み、終盤については序盤や中盤ほど得意ではないと、自らを分析している。また攻撃的ではあるが、セコンドと協議するだけでなく、データベースソフトで相手の棋風をチェックするなど、準備に余念がなかった。体調面に関しても、運動選手のように食事管理なども受けるなど、当時としては先進的なトレーニング方法を実行していた。

## 政治活動
カスパロフは1984年からソ連共産党党員でもあり、1987年にコムソモールの中央委員に選ばれたが、1990年に党を抜けた。チェス選手引退後は、政治活動の世界に身を投じ、ロシアの民主化を推進する政治家として活躍。反プーチン陣営の政治家として活動している。
2004年1月に「2008年委員会 - 自由選択」を共同で設立し、その委員会の議長になった。この委員会は自由主義のメディアの人々によるもので（政治家によるものではなく)、2008年に公正な大統領選挙を実現することを目的としていた。
2004年12月に全ロシア市民会議が発足し、カスパロフはその共同議長に選ばれた。プーチンに対抗するための団結の基盤として構想されたこの市民会議は、期待通りにはいかなかったとカスパロフは語る。各勢力は以前からの内戦意識を捨てきれず、かつての敵と手を組むことができず溝が埋まらなかったという。
振り返ってみれば2004年、クレムリンの圧制に対抗していた勢力は悲惨な状況にあったという。このゲーム（政治）では、対戦相手がルールを頻繁に、自分の有利になるように勝手に変更するという。そのような予測不能で不公平な戦いでも、優れた戦略があれば努力しだいで望みは出てくるはずと考え、戦略を練ったという。そうこうしているうちに、ふたつのことが明らかになったという。ひとつは、プーチンの弾圧に反対する組織は存続を許されないこと、だという。ふたつめは、プーチン政権に対抗する勢力の連合を築く必要性だったという。プーチンに反対する運動は小さなグループが乱立状態で統一的ではなかったという。共通の目的を見つける必要があり、共通点は、民主主義こそがロシア人を救う唯一の手段という認識だという。もし、公正な選挙で大統領を選ぶことができるならば、警察国家へ逆行させるようなプーチンの試みは却下されるだろう、とカスパロフは著書で述べた。
2005年3月チェスのプロの世界から引退し、政治の最前線で活動できるようになった。この段階で最大の障壁は、政府の許可が無ければテレビという媒体が利用できないことだったという。そこで新たに設立されたのがОбъединённый гражданский фронт（統一市民戦線）という組織であるとカスパロフは言う。｢統一市民戦線」の旗をかかげてカスパロフは、東はウラジオストクから西はカリーニングラードまでロシアを旅し、統一市民戦線のメッセージを広め、なぜロシアでは地方が貧しく、中央のエリートが裕福なのかを演説してまわったという。次のように語ることが大切だったという。｢まだ手遅れではないから、団結して市民としての権利と民主主義のために闘おう。それらだけが、低下した生活水準を向上させるのだから｡」と。
2006年夏には、サンクトペテルブルクでサミットが開かれ、自由主義世界の指導者やメディアがロシアに集結することになっていたので、民主化を求める人々にとっては、団結し世界に向けてメッセージを発信する絶好の機会であった。そこでカスパロフらはモスクワにおいて、ある国際会議を組織することにした。そして国際的なメディア、およびクレムリンのすぐそばで民主主義を強くとなえることを恐れない講演者も世界中から招待したという。全ロシア市民会議の共同議長たちとカスパロフは、数え切れないほどの招待状を書き、支持を呼びかけたという。多くの著名人が支持を表明してくれたという。だが、G8各国の政権の反応は無かったという。カスパロフらは、この国際会議を「もうひとつのロシア会議」と名づけ、プーチンが見せようとしている “安定した民主主義国ロシア” というのは現実のものではなく、にせものだと世界に訴えたという。

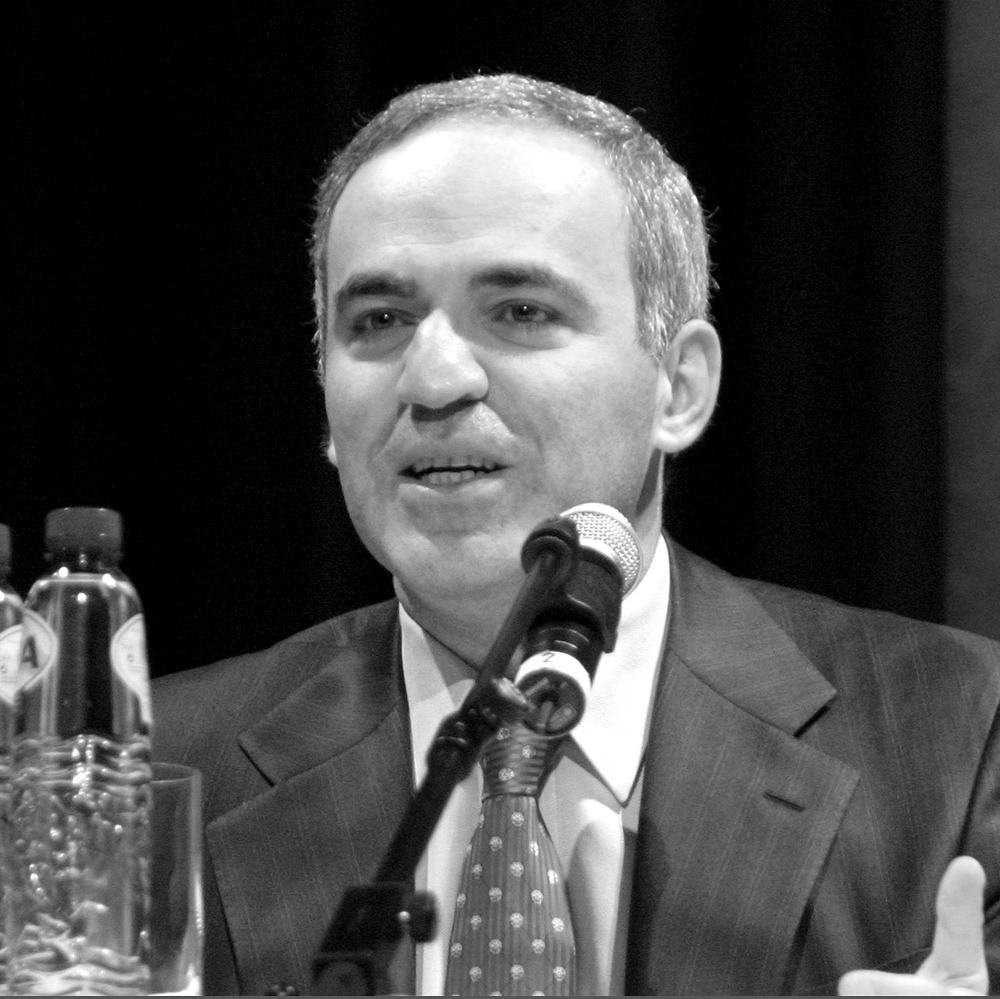
2007年3月18日

2006年にはロシアでは政治の混乱が続き、ジャーナリストのアンナ・ポリトコフスカヤがプーチンの誕生日に射殺され、クレムリンを批判していたアレクサンドル・リトヴィネンコが、まもなく放射性物質で毒殺されるという事件が起きた。これに伴い、独裁政治に反対する運動の中でのカスパロフの役割も注目を集めた。
このような状況で、自分の新たかつ重要な政治上の課題は、反プーチン勢力に活気を与える戦略を開発することだったという。この政治的状況は、チェスの試合に喩えれば、自分の陣営がどの手順においてもチェックメイト（詰み）の危機に瀕しているのを目の当たりにしているようなものだ、という。
カスパロフがこの活動において大きな進歩を遂げたと感じ始めたのは、事あるごとにプーチン政権からいやがらせを受けるようになってからだという（相手がこちらを無視できない存在だと認めたことになるためである。独裁政権がいやがらせをする、ということは、民主化運動の成功のひとつの尺度ともなりうる｡)。その意味で「2006年12月16日に行われたモスクワでのデモ行進の数日前に、統一市民戦線の事務局が治安部隊に襲撃されたことは誇りにしていい｡」と述べた。

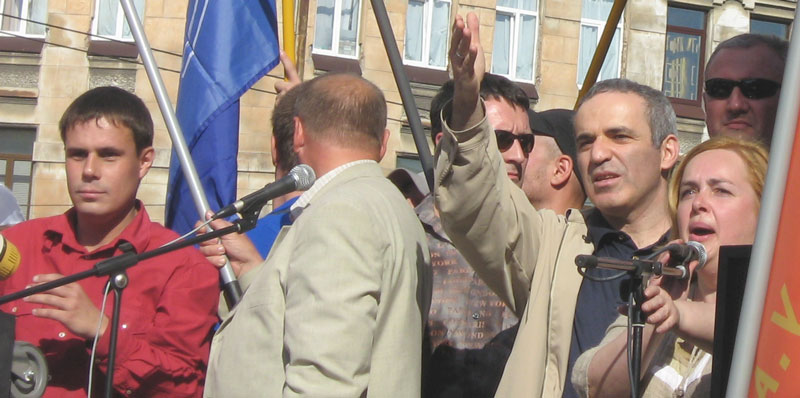
2007年6月9日、サンクトペテルブルクにて

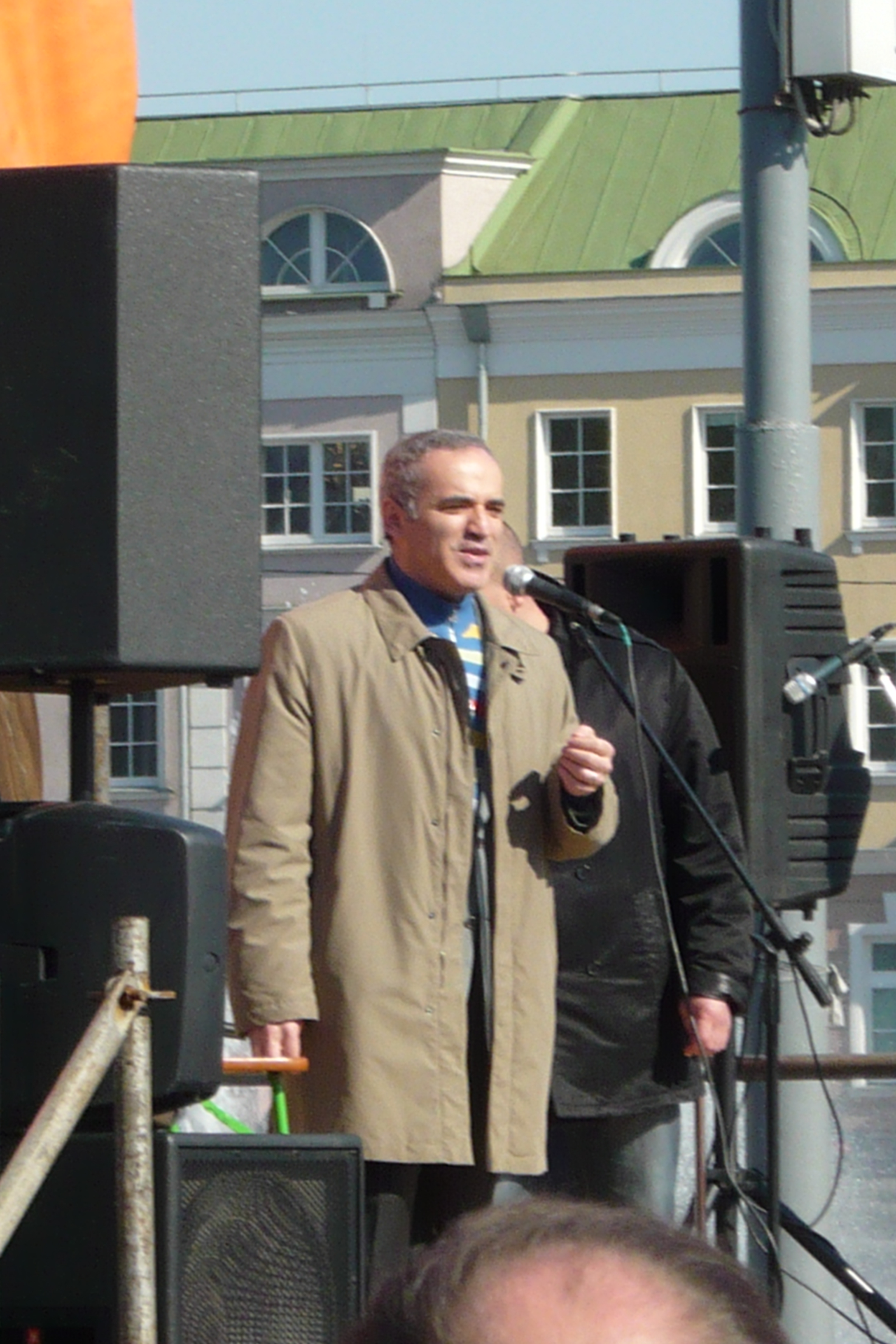
2010年7月15日

2007年4月には、モスクワの反政府デモに参加して、当局に逮捕された。これは全世界で報道された。
2007年9月には、カスパロフは改革派野党「もう一つのロシア」の党内予備選で、2008年のロシア大統領選の候補者に選ばれた。
ウォールストリート・ジャーナル紙に世界情勢に関するコラムを寄稿している。
2008年、「連帯」の創設者のひとりとなった。
2010年3月10日、「プーチンは去れ」に署名。
2012年8月17日、教会でプーチン大統領に対する抗議活動を行ったプッシー・ライオットのメンバーに判決が出た裁判所近くで逮捕され、裁判所に拘留された。モスクワの警察はカスパロフが警察官を噛んだと主張していたが、カスパロフは否定。警察は逮捕中にカスパロフを殴打しており、警察犬が噛んだ可能性を示唆した。警察は「カスパロフの歯と警察犬の歯を比較検討する」構えを見せていたが、同月24日、判事はカスパロフの行動に行政違反がなかったことを理由に「警察官への不服従」についての刑事訴訟を終結させた。
2013年、人権団体UN Watchより、モリス・B・アブラム人権賞を受賞した。同年6月の記者会見で、ロシアに帰国したら再び出国できるか深刻な疑いがあるため、当面は帰国を控えると発言した。巨額横領事件を告発したロシアの弁護士セルゲイ・マグニツキーが2009年に獄中死した件について、ロシア政府関係者の処罰（アメリカへの渡航・アメリカの銀行システムの利用を禁止）するマグニツキー法が成立したことに対するプーチン大統領の怒りに言及し、ロシア国内の反体制派への報復の可能性があるためであるとしている。

## 2022年ロシアのウクライナ侵攻に関する発言
カスパロフは、2015年の著書「Winter Is Coming」でロシアのウクライナ侵攻を予測し、警告していた。
「ウクライナ戦争は遠い国の出来事であり、世界の不安定化を引き起こすことはないと言う人々は、プーチンの明確な警告を無視している。彼が発表した『ルースキー・ミール』の構想が、ウクライナ東部への侵攻で終わるとは思えないが、これが始まりに過ぎないと確信する理由は十分にある。もしプーチンが勝利から勝利へと進み、国内で反対勢力を排除し、国外で領土と影響力を握ることができれば、全面戦争のリスクは劇的に高まる。アドルフ・ヒトラーが1939年にポーランドを攻撃したのは、連合国がチェコスロバキアの防衛に立ち上がったからではなく、まさにそうしなかったからだ」
2022年2月24日、ロシアがウクライナに侵攻するとこのようにコメントした。
「2014年にプーチンがクリミア併合をした後、西側諸国はロシアと貿易を行ってきた。腐敗した取引でプーチンやその友人が儲けた金が、今日、民間人を虐殺するための軍隊となったのだ。今度はあなたがウクライナを助け、あなたが作ったモンスターに反撃してください」「プーチンは、自由世界から餌を与えられた蛇だ。今また、彼は悪と戦争から手を引くことはないと証明している。経済制裁で止めるしかないでしょう。ウクライナの勝利」
同年5月5日、イベントで訪れたブカレストでルーマニア・テレビのインタビューに答えた。ウクライナ情勢に責任がある世界の指導者としてバラク・オバマ元米大統領とアンゲラ・メルケル元ドイツ首相の名を挙げた。オバマ元大統領については、2012年の大統領選挙討論会でミット・ロムニーが「ロシアは地政学的な敵である」と言ったのを「これは過去に任せなさい、もう冷戦ではない、カレンダーもチェックしなさい、我々は『80年代』にはいない」と笑い、以来、多くの元首相・外相・ビジネスリーダー・個人が、プーチンが戦争犯罪者であった事実を無視してビジネスをしたとしている。メルケル元首相については、ヨーロッパをロシアのガスに依存させることを助けるためにあらゆることを行い、ヨーロッパが他の供給源を見つけることを妨げた責任であるという。
同年8月31日、EUのボレル上級代表はプラハでの外相会議の後の記者会見で「ロシアとのビザ発給円滑化協定の完全停止で合意した」と述べた。7月中旬以降、ロシアから近隣諸国との国境通過が大幅に増加しており「近隣諸国にとって安全保障上のリスク」となっているほか、ロシアと国境を接する5ヶ国は全面禁止を求めていたという。しかし、フランス・ドイツなどの反対により全面禁止には至らなかった。
これに対して、カスパロフはヴィリニュスが主催した自由ロシア会議の終了後にミハイル・ホドルコフスキーと記者会見し、「ロシア人がヨーロッパ人に倣うには、ヨーロッパでの生活がどのようになっているのかを知る必要がある」と話した。対案として、「ロシアによる戦争犯罪およびプーチン政権の違法性、およびウクライナの主権と領土保全を認める宣言」に「公の場で署名する」ことを条件に、EUへの入国を認めることを提案している。

## その他
将棋世界の1999年8月号の企画で将棋を指したこともあり、一部の写真が公開されている。

## 年譜
- 1978年 - ソコルスキー記念トーナメントで1位となり、グランドマスターとなる。
- 1980年 - 世界ジュニアチェス選手権で優勝し、第19回ジュニア世界チャンピオンとなる。
- 1984年 - 世界チャンピオン、アナトリー・カルポフに挑戦。「6局先勝、局数無制限」という条件であったが、最初カルポフが勝っていたが徐々にカスパロフが攻勢に転じ、48局でカルポフの5勝40引き分け3敗となった時点で、世界チェス連盟会長カンポマネスが、当初の条件を変更し、中止と判断。無勝負となった。
- 1985年 - アナトリー・カルポフを破り史上最年少（当時）の世界チャンピオンとなる。翌年のリターンマッチでもカルポフを退けた。
- 1993年 - プロチェス協会 (PCA) を設立、挑戦者ショートとともにPCAの下で選手権マッチを行なう。このため2人は国際チェス連盟 (FIDE) のレイティングリストから削除され、FIDEは別のチャンピオンを選ぶマッチを行なった。
- 1997年 - IBMのスーパーコンピュータ「ディープ・ブルー」と対戦して敗れる。
- 2000年 - 弟子で新鋭のウラジーミル・クラムニクに敗れて、世界チャンピオンから転落。
- 2003年 - 通常のコンピュータで動作するチェスソフト「DEEP JUNIOR」と対戦し引き分ける。
- 2005年 - 「チェスの世界で現実的な目標が見えなくなった」という理由で引退。今後は公式試合には出場せず、エキシビションマッチなどの非公式な対局と執筆活動を行う予定。
- 2007年 - 4月15日、反プーチン大統領デモに参加、身柄を拘束される。公共秩序を乱したとして罰金1000ルーブルを科せられて釈放された。
- 2007年 - 10月1日、2008年のロシア大統領選挙に出馬することを発表。
- 2007年 - 11月24日、反プーチン大統領デモに参加。身柄を拘束される。拘禁5日が言い渡された。
- 2007年 - 12月13日、ロシア大統領選挙出馬を断念。
- 2009年 - 9月、1984年に無勝負となったカルポフとの対戦を、12局限定のイベントとして行った[28]。

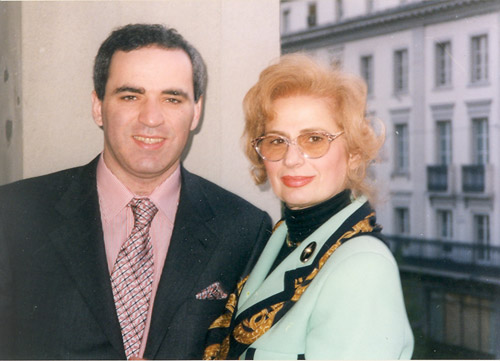
ガルリとクララ（Klara）。チューリッヒにて。

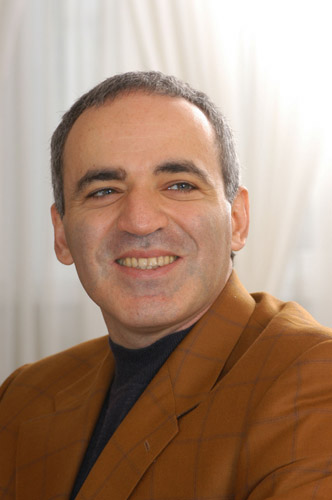

## 関連文献
- ブルース・パンドルフィーニ、鈴木知道 訳 『ディープブルー vs. カスパロフ』(河出書房新社、1998年10月）ISBN 4309263534 -- 1996年の 6 ゲームマッチを一手一手解説
- ミハイル・コダルコフスキー、レオニド・シャンコヴィチ、高橋啓 訳 『人間対機械 - チェス世界チャンピオンとスーパーコンピューターの闘いの記録』(毎日コミュニケーションズ、1998年4月）ISBN 4839900264 --- カスパロフのセコンドによる 1997年の対局の記録。